# Zapasy na Igrzyskach Panamerykańskich 1971
Turniej w ramach Igrzysk w Cali 1971 

## Tabela medalowa
|   | Państwo           |    |    |    | Razem: |
| - | ----------------- | -- | -- | -- | ------ |
| 1 | Stany Zjednoczone | 7  | 2  | 0  | 9      |
| 2 | Kuba              | 3  | 7  | 0  | 10     |
| 3 | Meksyk            | 0  | 1  | 1  | 2      |
| 4 | Argentyna         | 0  | 0  | 3  | 3      |
| 5 | Panama            | 0  | 0  | 2  | 2      |
| 5 | Kanada            | 0  | 0  | 2  | 2      |
| 7 | Peru              | 0  | 0  | 1  | 1      |
| 7 | Wenezuela         | 0  | 0  | 1  | 1      |
|   | razem:            | 10 | 10 | 10 | 30     |

## Wyniki

### W stylu wolnym
| Waga    | złoty             | srebrny             | brązowy          |
| ------- | ----------------- | ------------------- | ---------------- |
| 48 kg   | Sergio Gonzalez   | Miguel Alonso       | Oscar Luna       |
| 52 kg   | Miguel A.Tachin   | Florentino Martínez | Wanelge Castillo |
| 57 kg   | Don Behm          | Jorge Ramos         | Eduardo Maggiolo |
| 63 kg   | David Pruzansky   | Francisco Ramos     | Pat Bolger       |
| 68 kg   | Dan Gable         | José Ramos          | Segundo Olmedo   |
| 74 kg   | Francisco Lebeque | Wayne Wells         | Nestor González  |
| 82 kg   | Lupe Lara         | Bob Anderson        | Taras Hryb       |
| 90 kg   | Russ Hellickson   | Bárbaro Morgan      | Raúl García      |
| 100 kg  | Dominic Carollo   | Francisco Lonchan   | Daniel Verník    |
| +100 kg | Jeffrey Smith     | Felix Fonseca       | Miguel Zambrano  |